# Putsch in Mali 2012

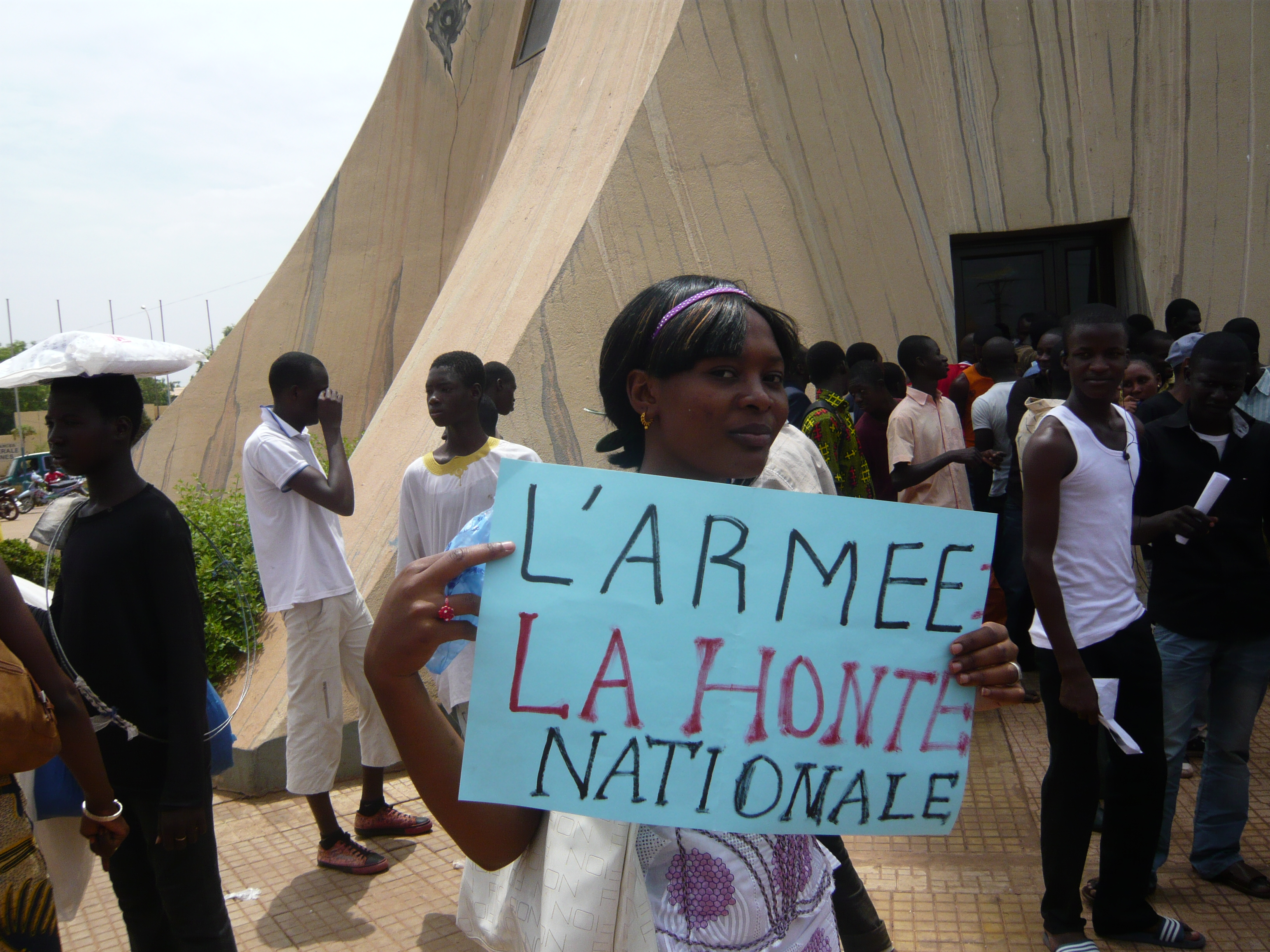
Proteste in Mali gegen das Militär, April 2012

Der Putsch in Mali 2012 ist ein Putsch von Soldaten der malischen Streitkräfte unter Führung von Hauptmann Amadou Sanogo in Mali.

## Verlauf

### Beginn

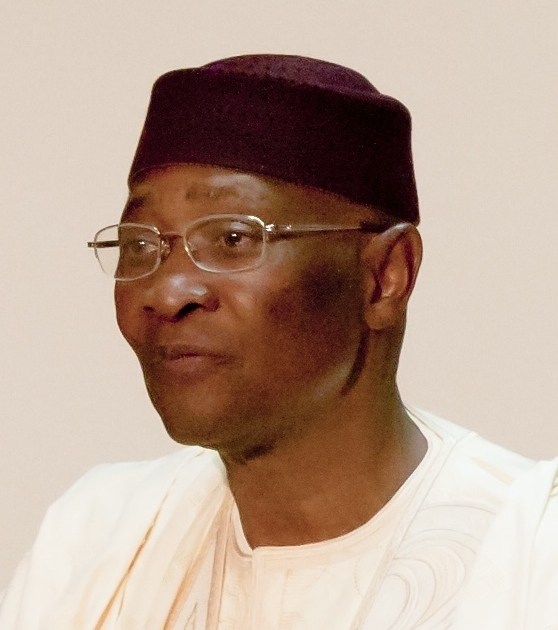
Amadou Toumani Touré

Der Putsch begann am 21. März 2012 mit einer Meuterei unzufriedener Soldaten, die Präsident Amadou Toumani Touré Unfähigkeit bei der Bekämpfung des Aufstandes der Tuareg im Norden des Landes vorwarfen. Tags darauf wurde der Präsidentenpalast umstellt. Präsident Touré floh mit loyalen Soldaten an einen unbekannten Ort. Jedoch konnten die Putschisten zehn Regierungsmitglieder verhaften, darunter Außenminister Soumeylou Boubèye Maïga. Die Putschisten verhängten eine Ausgangssperre von 18 Uhr bis 6 Uhr, setzten die Verfassung außer Kraft und schlossen alle Grenzübergänge sowie den Flughafen Bamako. Die für April 2012 geplante Präsidentenwahl wurde ausgesetzt. Die Putschisten gründeten das Comité national pour le redressement de la démocratie et la restauration de l’État („Nationalkomitee für die Wiederherstellung der Demokratie und des Staates“, CNRDR).

### Internationale Reaktionen
International löste der Putsch scharfe Kritik aus; so forderte der deutsche Außenminister Guido Westerwelle den Verzicht auf weitere Gewalt und die Rückkehr zur verfassungsmäßigen Ordnung. Auch der französische Außenminister Alain Juppé verurteilte den Putsch und forderte Respekt vor Demokratie und Verfassung. Er mahnte die Wiederherstellung der Ordnung und die Durchführung der kommenden Wahlen an. Der UN-Weltsicherheitsrat forderte die Soldaten auf, wieder in die Kasernen zurückzukehren. Die Sicherheit von Präsident Touré müsse garantiert werden. Mehrere europäische Länder haben für Mali eine Reisewarnung ausgesprochen, darunter auch Deutschland und Österreich.
Am 29. März 2012 stellten die Länder der Westafrikanischen Wirtschaftsgemeinschaft (ECOWAS) den Putschisten ein Ultimatum von drei Tagen, um die verfassungsmäßige Ordnung wiederherzustellen und die alte Regierung wieder einzusetzen. Andernfalls würden die Grenzen zu Mali geschlossen, der Handel eingestellt und die Konten Malis bei der Westafrikanischen Zentralbank gesperrt. Zuvor hatte eine Delegation versucht, Kontakt mit den Putschisten aufzunehmen, wurde aber beim Anflug auf den Flughafen Bamako aufgehalten. Am 3. April suspendierte die ECOWAS schließlich die Mitgliedschaft Malis.

### Verhandlungen
In Reaktion auf den internationalen Druck erklärte Putschistenführer Amadou Sanogo am 1. April die Verfassung für wiederhergestellt und stellte demokratische Wahlen in Aussicht. Für die Vorbereitung der Wahlen solle eine Nationalversammlung einberufen werden. Ein Zeitplan wurde jedoch nicht bekanntgegeben. In den Tagen zuvor waren mit Kidal, Gao und Timbuktu alle größeren Städte im Norden Malis von der Nationalen Bewegung für die Befreiung des Azawad erobert worden, so dass der nördliche Landesteil vollständig von den Aufständischen kontrolliert wurde. Am 6. April stimmte Sanogo schließlich einem Rahmenabkommen mit der ECOWAS zur Machtübergabe an eine zivile Regierung zu. Der malische Parlamentspräsident Dioncounda Traoré soll eine Übergangspräsidentschaft übernehmen und innerhalb von 40 Tagen Neuwahlen organisieren, die ECOWAS beendet im Gegenzug ihre Sanktionen. Um diesen Schritt zu ermöglichen, gab am 8. April auch der vormalige Präsident Touré offiziell seinen Rücktritt bekannt.
Unterdessen hatten die Tuareg-Rebellen am 6. April einseitig die Eigenständigkeit des Azawad erklärt. Eine Anerkennung durch andere Staaten fand bisher jedoch nicht statt, die afrikanischen und arabischen Nachbarstaaten kündigten an, Azawad auch zukünftig nicht als unabhängig anzuerkennen.
Am 17. April teilte das staatliche Fernsehen mit, Cheick Modibo Diarra werde die Übergangsregierung als Ministerpräsident leiten. Diarra war bis Ende 2011 bei Microsoft als Vorsitzender für den Geschäftsbereich Afrika tätig. Er hatte vor, bei der ursprünglich für den 29. April 2012 geplanten Präsidentschaftswahl zu kandidieren.
Am 25. April stellte Diarra sein 24-köpfiges Übergangskabinett vor. Drei Mitglieder gehören dem Militär an. Sie bekleiden Ämter in den Bereichen Verteidigung, Inneres und Zivilschutz.

### Erneute Auseinandersetzungen und Festnahme des malischen Premierministers
Anfang Mai flammten die Kämpfe wieder auf, als Soldaten der Putschisten den ehemaligen Stabschef des gestürzten Präsidenten und Verantwortlichen für die Präsidentengarde, Abidine Guindo, festnehmen wollten. So kamen am 1. Mai bei Feuergefechten zwischen Soldaten der Putschisten und Mitgliedern der Präsidentengarde vor allem am Sitz des staatlichen Radio- und Fernsehsenders ORTM mehrere Menschen ums Leben. Das Gebäude war beim Beginn des Staatsstreiches von den Putschisten besetzt worden. Am Abend besetzten Mitglieder der Präsidentengarde die Straße zwischen Bamako und dem Militärstützpunkt in Kati, wo sich das Hauptquartier der Putschisten befindet.
Am 21. Mai drangen junge Demonstranten fast widerstandslos in den Präsidentenpalast ein und schlugen Übergangspräsident Dioncounda Traoré zusammen. Der 70-Jährige erlitt Verletzungen am Kopf, an der Brust und am Rücken und verlor zeitweise das Bewusstsein.
Die Putschisten stellten die internationalen Absprachen wieder in Frage. In der Nacht zum 23. Mai bestimmten sie ihren Anführer Amadou Haya Sanogo zum neuen Übergangspräsidenten. Dioncounda Traoré flog zur medizinischen Behandlung nach Frankreich.
Nach einer Festnahme durch Militärs am 10. Dezember 2012 erklärte Modibo Diarra am Morgen des 11. Dezember in einer Erklärung im staatlichen Fernsehen seinen Rücktritt und den Rücktritt seines gesamten Kabinetts.

### Ausweitung des Konflikts und militärische Intervention Frankreichs

Das von der MNLA beanspruchte Azawad nimmt den gesamten nordöstlichen Teil Malis ein

Nach dem erzwungenen Rücktritt Diarras, der als Befürworter eines internationalen Militäreinsatzes galt, ernannte Traoré einen Tag später Django Sissoko zum neuen Ministerpräsidenten. Als Ziele nannte Sissoko, der bis 2011 Generalsekretär von Präsident Touré war, die Rückeroberung des Nordens sowie die Abhaltung von Wahlen. Von Seite der islamistischen Tuareg der Ansar Dine aus wurde diese Personentscheidung als „positiver Akt“ aufgefasst, der aber nicht ausreiche, „Qualen des Krieges“ zu verhindern. Nachfolgend bedachte Sissoko das Militär in seinem Kabinett großzügig mit vier Ressorts, darunter jene für Verteidigung und Innere Sicherheit. Ebenfalls wurden drei Ministerposten an jene Regionen im Norden zugesprochen, die von radikalen Islamisten besetzt gehalten werden.
Der französische Präsident François Hollande drängte zur selben Zeit im Einvernehmen mit den USA ebenfalls auf eine internationale Militärmission in Mali. Er besuchte das nördliche Nachbarland Algerien, wo er in einer Rede vor den beiden Kammern des algerischen Parlaments die Kolonialzeit als „ungerecht und brutal“ bewertete und begann, freundschaftliche Kooperation mit Algerien einzuleiten. Am 20. Dezember 2012 sprach sich der Sicherheitsrat der Vereinten Nationen mit der Resolution 2085, die von Frankreich ausgearbeitet und von den USA, Großbritannien, Marokko und Togo unterstützt worden war, einstimmig für einen Militäreinsatz in Mali aus. Vorgesehen war eine militärische Intervention von Truppen der Westafrikanischen Wirtschaftsgemeinschaft (ECOWAS) gegen die islamistischen Rebellen im Norden. Gleichzeitig forderte die Resolution die malische Übergangsregierung zu politischen Gesprächen auf, „um die verfassungsmäßige Ordnung vollständig wiederherzustellen“, sowie geplante Parlaments- und Präsidentschaftswahlen vor April 2013.
Der Resolution folgte am 23. Dezember 2012 die Ankündigung eines Anführers von Ansar Dine, alle noch verbliebenen Mausoleen islamischer Heiliger in Timbuktu zu zerstören. Gleichzeitig bereitete die malische Regierung Gesprächsrunden mit den zwei Rebellengruppen Ansar Dine und den Tuareg-Rebellen der Nationalen Bewegung für die Befreiung des Azawad (MNLA) unter Mitwirkung des burkinischen Präsidenten Blaise Compaoré vor. Militärberichten zufolge ging Anfang Januar 2013 die malische Armee erstmals seit April 2012 in der Nähe von Mopti unter Einsatz von Artillerie gegen die nach Süden drängenden Rebellen vor. Ein Armeesprecher bezeichnete das Sperrfeuer als „Warnschüsse“. Wenig später forderte Boni Yayi, Präsident von Benin und Vorsitzender der Afrikanischen Union, die NATO zu einem Militäreinsatz im Norden Malis auf.
Nach der Einnahme der Ortschaft Konna durch die Rebellen, nahe der strategisch wichtigen Stadt Mopti, richtete der Präsident der malischen Übergangsregierung am 10. Januar 2013 ein offizielles Gesuch um militärische Hilfe an Frankreich. François Hollande kam diesem umgehend nach, wie er einen Tag später bekannt gab. Seit dem Nachmittag des 11. Januar interveniert die französische Armee in Mali (Opération Serval). Hollande kündigte an, dass das französische Parlament am 14. Januar mit dem Militäreinsatz befasst werde. Es handelt sich um den ersten Auslandseinsatz französischer Truppen seit der Amtseinführung Hollandes im Mai 2012. Malis Präsident Traoré erklärte gleichzeitig am Abend des 11. Januar den Ausnahmezustand.